# Певческая водонапорная башня
Пе́вческая водонапо́рная ба́шня — историческое здание в городе Пушкин, Санкт-Петербург. Построена в 1887 году. Объект культурного наследия федерального значения. Расположена в Лицейском переулке, дом 7.

## История
В 1887 году было начато сооружение водопровода в Царском Селе. В это время по проекту А. Ф. Видова возведены две водонапорных башни, Певческая (за Певческим флигелем Царскосельского дворцового правления) и Орловская (у Орловских ворот). Резервуары башен имели объём по 10 000 вёдер. Вода подавалась паровыми насосами из Таицкого канала. Кроме водных баков, в Певческой башне также находилась электростанция. В 1890-х годах к башне были сделаны дополнительные пристройки для увеличения пространства для машин, котлов, а также для мастерских и склада угля. 
В 1920-х годах башня оставалась резервной электростанцией города, а в качестве водонапорной она использовалась до 1950-х годов. Позднее в ней размещались электросетевая контора, а также реставрационные мастерские. Здание некоторое время пустовало, в 2009 году началась реставрация для помещения в башне ресторанного комплекса GuteZeit Centre. В 2014 году первые рестораны были открыты.

## Архитектура
30-метровая шестиэтажная башня построена в стиле эклектики, в её оформлении присутствуют элементы кирпичного стиля и готики. К основному объёму башни имеются пристройки в один и два этажа с северной, восточной и южной сторон. Фасады башни сочетают отделку красным кирпичом и белой штукатуркой. Низ башни покрывает штукатурный руст, а верхние этажи башни отделаны штукатурными лопатками, тягами, карнизами с зубчатым орнаментом, сандриками. Углы украшены нишами с колонками.